# 阿蒂西安 (南达科他州)
阿蒂西安（英語：Artesian），是美国南达科他州下属的一座城市。根据2010年美国人口普查，该市有人口140人。论人口在本州排行第203。